# Okinawa-Kaigan-Quasi-Nationalpark
Der Okinawa-Kaigan-Quasi-Nationalpark (japanisch 沖縄海岸国定公園 Okinawa kaigan kokutei kōen) ist einer von über 50 Quasi-Nationalparks in Japan. Die Präfektur Okinawa ist für die Verwaltung des am 15. Mai 1972 ernannten Parks zuständig. Das Parkgebiet umfasst eine Fläche von ca. 103 km². Mit der IUCN-Kategorie V ist das Parkgebiet als Geschützte Landschaft/Geschütztes Marines Gebiet klassifiziert. Am 15. September 2016 wurde ein Teil des Parks in den neugegründeten Yambaru-Nationalpark eingegliedert.